# Garrochales (Barceloneta)
Garrochales es un barrio ubicado en el municipio de Barceloneta en el estado libre asociado de Puerto Rico. En el Censo de 2010 tenía una población de 4542 habitantes y una densidad poblacional de 390,49 personas por km².

## Geografía
Garrochales se encuentra ubicado en las coordenadas 18°27′33″N 66°34′9″O / 18.45917, -66.56917. Según la Oficina del Censo de los Estados Unidos, Garrochales tiene una superficie total de 11.63 km², de la cual 11.57 km² corresponden a tierra firme y (0.49%) 0.06 km² es agua.

## Demografía
Según el censo de 2010, había 4542 personas residiendo en Garrochales. La densidad de población era de 390,49 hab./km². De los 4542 habitantes, Garrochales estaba compuesto por el 77.74% blancos, el 8.7% eran afroamericanos, el 0.7% eran amerindios, el 0.11% eran asiáticos, el 9.64% eran de otras razas y el 3.1% pertenecían a dos o más razas. Del total de la población el 99.45% eran hispanos o latinos de cualquier raza.